# Herman Hoppe

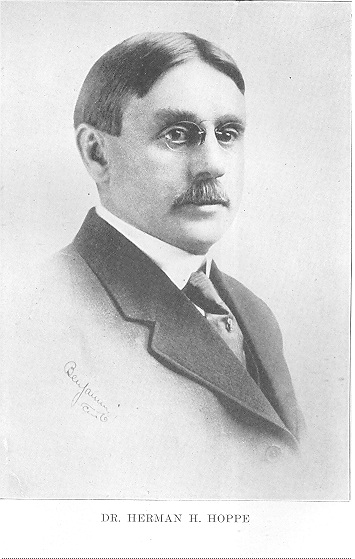
Herman Hoppe

Herman Henry Hoppe (ur. 4 stycznia 1867 w Cincinnati, zm. 20 października 1929 w Cincinnati) – amerykański lekarz neurolog. 
Uczył się w Xavier College, a następnie w Ohio Medical College, tytuł M.D. otrzymał w 1889 roku. Wyjechał wówczas specjalizować się w patologii u Friedricha Daniela von Recklinghausena w Strasburgu i w neurologii u Hermanna Oppenheima. Od 1892 roku z powrotem w Stanach Zjednoczonych, wykładał neurologię na Ohio Medical College. Od 1900 roku uczył w Cincinnati Medical School.
W 1895 ożenił się z Herminie Richard (1870–1912), córką dr. Herrmana Gottfrieda Clementa Richarda. Po jej śmierci ożenił się powtórnie z Mary Monicą Mitchell.
Zmarł 20 października 1929 w Cincinnati. Pochowany jest w tym mieście na St. Joseph New Cemetery.
W 1892 napisał jedną z pierwszych prac na temat miastenii.